# Laurent Richard
Laurent Richard est un journaliste français, producteur de télévision et réalisateur de documentaires d'investigation.

## Biographie
Il est le fondateur de Forbidden Stories, un consortium international de journalistes poursuivant les enquêtes de reporters menacés, emprisonnés ou assassinés dans le monde créé en septembre 2017.  
Auteur de nombreuses investigations diffusées sur France Télévisions, Arte, Canal+, PBS America UK, ABC 4corners, ZDF,,.
Il est le cofondateur du magazine Cash Investigation diffusé sur France 2 et a reçu différentes récompenses dont le prix Europa 2018 du journaliste européen de l'année, le prix Scam de l'investigation au Figra 2016 pour une enquête sur la corruption en Azerbaïdjan, Mon président est en voyage d'affaires, diffusé sur France 2 le 7 octobre 2015.
Laurent Richard a obtenu la bourse Knight-Wallace (en) de l'université du Michigan en 2017.
Le 2 octobre 2023, il cosigne dans L'Humanité une tribune pour défendre la liberté d'informer, ce qui lui vaut d'être inscrit le lendemain sur « la liste des candidats a la balle dans la nuque » du site d'extrême droite Reseau-libre.org. Le 9 juillet 2024, Forbidden Stories contribue à faire connaître l'existence de cette liste au grand public.  

## Documentaires
- 2021 : La Caviar Connection[9] (avec Benoît Bringer)
- 2018 : L'Interrogatoire[10], 70 minutes.
- 2016 : Le Bourbier, l'impossible coalition contre Daech[11]. Tourné en Irak, en Europe et aux États-Unis, le film révèle les failles d’une coalition impossible contre Daech (90 minutes, Canal+).
- 2015 : Mon président est en voyage d’affaires[12]. Enquête sur les coulisses des voyages présidentiels (120 minutes, Cash Investigation, France 2). Prix SCAM de l’investigation au festival du FIGRA, finaliste pour le prix Albert-Londres en 2016.
- 2014 : Industrie du tabac : La grande manipulation[13]. L’enquête révèle notamment comment l’industrie du tabac écrit, parfois, elle-même la loi (120 minutes, Cash Investigation, France 2)
- 2013 : Banquiers : ils avaient promis de changer[14]. Enquête sur les promesses de changement formulées après la crise bancaire de 2008 (coréalisateur Jean-Baptiste Renaud, Pièces à conviction, France 3, 60 minutes)
- 2013 : Israël Palestine : la guerre secrète du Mossad[15]. Une enquête nourrie de témoignages inédits sur le Mossad (coréalisateur Jean-Baptiste Renaud, Canal+, 90 minutes). Projection spéciale au Prix Bayeux-Calvados
- 2012 : Indiens d'Amazonie : le dernier combat (60 minutes, France 5). Ce film raconte le dernier combat mené par les Awá, une tribu condamnée à disparaître silencieusement. Sélectionné au Prix de l’Impact-Amnesty International au FIGRA, 2016
- 2012 : Industrie pharmaceutique : les vendeurs de maladie[16]. Enquête inédite sur les grands laboratoires qui inventent des maladies pour vendre toujours plus de médicaments (70 minutes, Cash Investigation, France 2)
- 2004 : Gi's en Irak : Paroles interdites, France 3, Pièces a convictions
- 2004 : Voyage au pays des nouveaux gourous, France 3, Pièces a convictions
- 2002 : Cachemire, la poudrière, Arte

## Ouvrages
- Laurent Richard et Sandrine Rigaud, Pegasus : Démocraties sous surveillance, Éditions Robert Laffont, 2023, 368 p. (ISBN 978-2-221-26272-6)